# ميخوش
ميخوش (بالإنجليزية: Meykhvosh)‏ هي مستوطنة تقع في قسم اجارود الشرقي الريفي في إيران. يقدر عدد سكانها بـ 163 نسمة .